# 何盛东
何盛东（1979年—），重庆人，中国演员、模特。1998年由《康熙大帝》导演林鸿发掘带入影视界，2001年毕业于中国戏曲学院影视表演专业，凭借《大清孝庄皇后》顺治皇帝一角踏入影视行业。

## 吸毒事件
2014年7月14日，何盛东因吸毒在北京市朝阳区公寓内被行政拘留，何盛东尿检呈冰毒阳性，并对吸毒供认不讳，因而被广电总局列为「劣跡艺人」。

## 比赛经历
- 1995年：重庆市旅游职业学校礼仪大赛：第一名
- 2000年：湖南省郴州新青年形象大赛：季军、华虹形象先生、最佳气质奖
- 2002年：重庆国际面孔大赛：亚洲面孔奖、最佳才艺奖
- 2002年：第三届重庆国际服装文化节男模大赛：青春奖
- 2004年：重庆“美男计”第一周周冠军
- 2005年：第二届中国西部模特大赛重庆赛区：十佳模特
- 2006年：第七届CCTV模特大赛全国总决赛：全国前20强、优秀选手称号
- 2006年：第七届CCTV模特电视大赛京津赛区：十佳模特、最佳气质奖
- 2006年：无锡广电集团主持人选拔比赛：全国前15强

## 演出作品

### 电视剧
- 《港媳嫁到》饰演 范小河
- 《毛泽东》饰演 钟世斌
- 《桃花绽放》饰演 井下（日本军官）
- 《案发现场3》饰演 队长马明
- 《刘伯承元帅》饰演 陈昌浩
- 《秋日童话》饰演 吴秋明
- 《大清孝庄皇后》饰演 顺治皇帝
- 《太太反击战》饰演 康成
- 《不负天职》饰演 东东
- 《杜鹃花开》饰演 周静
- 《古镇人家》饰演 冯云海
- 《重庆情缘》饰演 田宇

### 电影
- 《一千公里的距离》饰演 芥末
- 《时光恋人》饰演 地下党员
- 《锐变人生》饰演 男一
- 《紅牛微電影》饰演 皮特
- 《第一圈》饰演 哥哥的朋友

### 话剧
- 《父女惊魂》
- 《雷雨》
- 《下辈子如还能遇见你》
- 《北京往北是北大荒》
- 《仲夏夜之梦》

## 主持經驗
- 2011：重慶酉陽“陽光、新世界”時尚之夜
- 2011：重慶酉陽“恩師情，中秋月——情滿中秋狀元樓”謝師晚會
- 2010：重慶大融城春節團拜晚會
- 2005：北京楊帆——友情、真意手風琴獨奏交響演藝會
- 2005：重慶電視台三大電視欄目《相聚空港》觀眾見面會
- 2004：中國移動通信重慶分公司“移動之光”大型文藝晚會
- 2004：重慶第九屆都市旅遊節閉幕式暨重慶CBD中央商務區商務麗人大賽
- 2004：北京國貿飯店 聖誕晚會
- 2003：重慶“宏聲聖誕激情夜”文藝晚會
- 2001：“情定亳州”正月十五大型文藝晚會
- 1999：北京大學不多阿森胡琴演奏會